# Withius lagunae
Withius lagunae es una especie de arácnido del orden Pseudoscorpionida de la familia Withiidae.

## Distribución geográfica
Se encuentra en California (Estados Unidos).